# Pseudopteryxia
Pseudopteryxia là chi thực vật có hoa trong họ Apiaceae.